# 青藏棱子芹
青藏棱子芹（学名：Pleurospermum pulszkyi）是伞形科棱子芹属的植物，为中国的特有植物。分布在中国大陆的青海、甘肃、西藏等地，生长于海拔3,600米至4,600米的地区，一般生于山坡草地以及石隙中，目前尚未由人工引种栽培。